# Благовіщенська церква (Баришівка)

Успенська церква в Баришівці

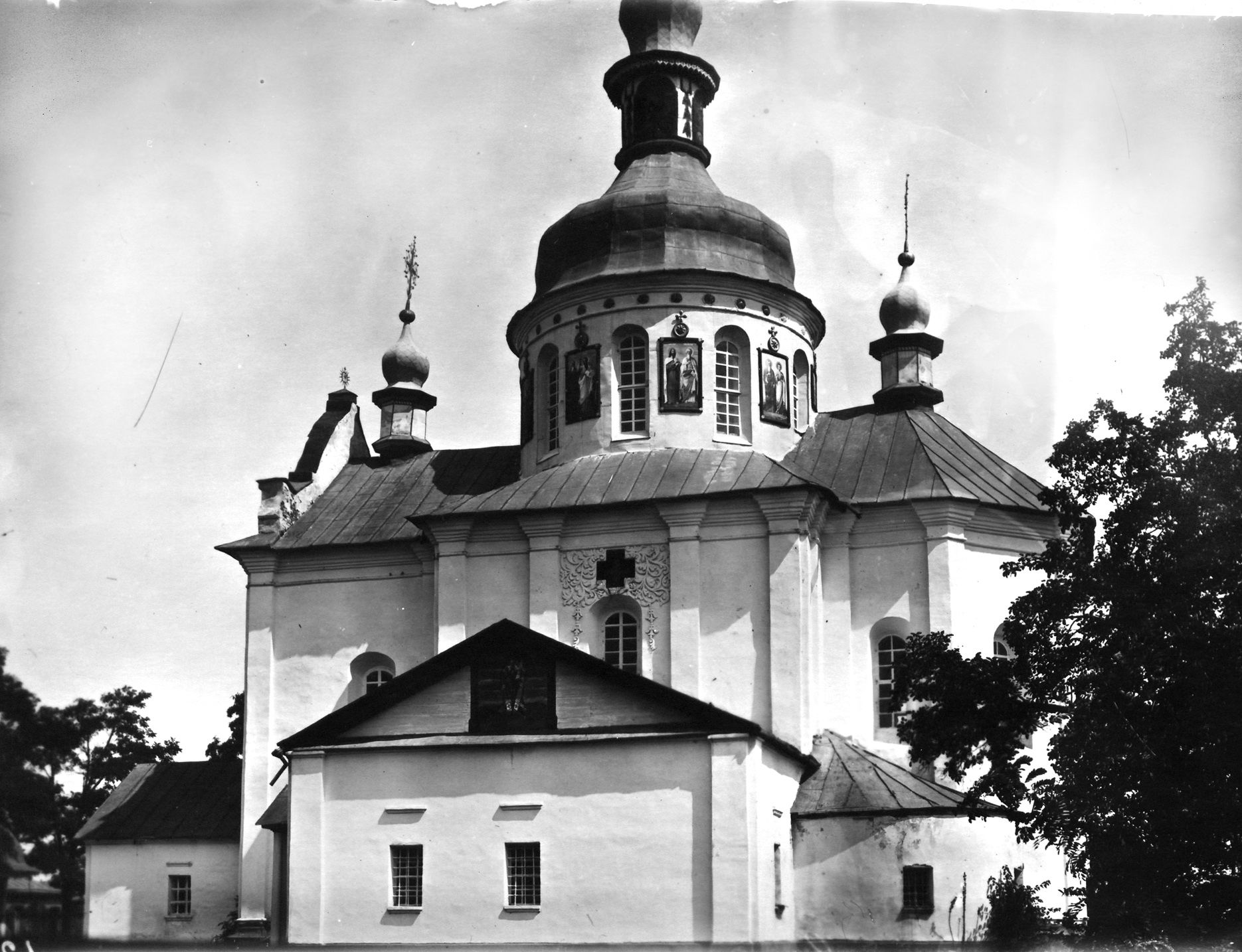

Баришівська Благовіщенська церква — православна церква в місті Баришівка. Її побудовано в середині XVIII століття, знищено в 1930-х роках.
Мурована тридільна однобанна церква, яку збудовано в 1722 році в історичній частині містечка на кошти купців Гната і Катерини Лієнків. Мала прямокутний бабинець, таку ж, але значно ширшу, наву та гранчастий вівтар. Наву вінчала двоярусна барокова баня на циліндричному світловому підбаннику. Дахи над вівтарем і бабинцем мали на гребені глухі маківки на кшталт сигнатурок, завдяки чому церква виглядала як триверха. Стіни членували пілястри, увінчував розкріпований карниз, попід яким проходив фриз керамічних поліхромних розеток. Дуже характерними архітектурними прикметами цієї пам'ятки були хрещаті вікна угорі середнього прясла кожного фасаду та пластичний західний фронтон з нішами для ікон і пишним штукатурним ліпленням, яке з фронтону спускалося нижче, на верхні площини стін.
Одночасно з церквою поряд звели муровану чотиригранну двоярусну дзвіницю, завершену наметом із маківкою. Протягом XIX століття до церкви прибудували низенькі притвори. Церкву  знищено більшовицькою владою у середині 1930-х років. Дзвіниця "пережила" Другу світову війну.